# Kompania graniczna KOP „Kurhany”

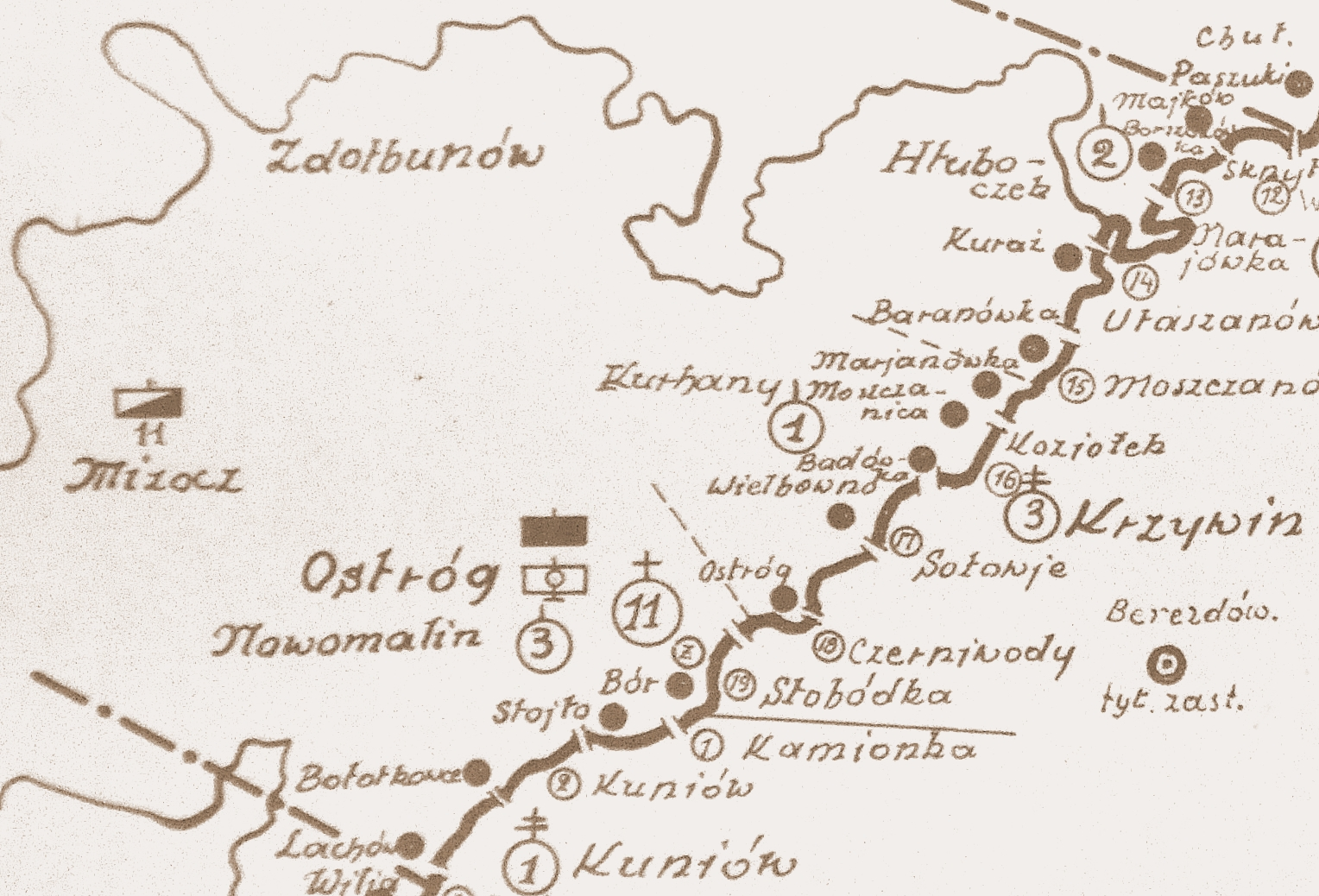
Rozmieszczenie batalionu KOP „Ostróg” w 1931

Kompania graniczna KOP „Kurhany” – pododdział graniczny Korpusu Ochrony Pogranicza pełniący służbę ochronną na granicy polsko-radzieckiej.

## Formowanie i zmiany organizacyjne
Na podstawie rozkazu szefa Sztabu Generalnego L. dz. 12044/O.de B./24 z 27 września 1924, w pierwszym etapie organizacji Korpusu Ochrony Pogranicza, sformowano 3 batalion graniczny, a w jego składzie 28 kompanii granicznej KOP „Kurchany”. 5 lutego 1925 pododcinek nr 28 przejęła kompania nowo sformowanego 11 batalionu granicznego.
W 1939 1 kompania graniczna KOP „Kurhany” podlegała dowódcy batalionu KOP „Ostróg”.

## Służba graniczna
Podstawową jednostką taktyczną Korpusu Ochrony Pogranicza przeznaczoną do pełnienia służby ochronnej był batalion graniczny. Odcinek batalionu dzielił się na pododcinki kompanii, a te z kolei na pododcinki strażnic, które były „zasadniczymi jednostkami pełniącymi służbę ochronną”, w sile półplutonu. Służba ochronna pełniona była systemem zmiennym, polegającym na stałym patrolowaniu strefy nadgranicznej i tyłowej, wystawianiu posterunków alarmowych, obserwacyjnych i kontrolnych stałych, patrolowaniu i organizowaniu zasadzek w miejscach rozpoznanych jako niebezpieczne, kontrolowaniu dokumentów i zatrzymywaniu osób podejrzanych, a także utrzymywaniu ścisłej łączności między oddziałami i władzami administracyjnymi. Miejscowość, w którym stacjonowała kompania graniczna, posiadała status garnizonu Korpusu Ochrony Pogranicza.
1 kompania graniczna „Kurhany” w 1934 ochraniała odcinek granicy państwowej szerokości 25 kilometrów 124 metrów. Po stronie sowieckiej granicę ochraniały zastawy „Koziołek”, „Sołowje” i „Czerniwody” z komendantury „Krzywin” .
Wydarzenia:
- W meldunku sytuacyjnym z 21 stycznia 1925 napisano:

Według posiadanych informacji silniejsza grupa dywersyjno-powstańcza grupuje się na odcinku Sknyt-Ułaszanówka-Lisicze. W związku z tym bolszewicy podsłuchują i obserwują naszą obsadę w punktach Sknyt, Ułaszanówka, kol. Moszczanówka. Wydano odpowiednie zarządzenia.
- W meldunku sytuacyjnym z 23 stycznia 1925 napisano:

Z polecenia punktu przejściowego 20 stycznia wysiedlono 21 przemytników, a 21 stycznia 7 przemytników. Na strażnicy KOP „Moszczanica” przytrzymano dwóch przemytników z manufakturą wartości 500 złotych.
Kompanie sąsiednie:
- 2 kompania graniczna KOP „Hłuboczek” ⇔ 3 kompania graniczna KOP „Nowomalin” – 1928[12], 1929[13], 1931[9] , 1932[14], 1934[15], 1938[16]

Wydarzenia:

- 6 marca 1925 dowódca 110 strażnicy sierż. Piotr Jarosławski wyszedł na kontrolę posterunku i zaginął. Przypuszczano, ze zabłądził i został zatrzymany przez sowieckie elementy graniczne[17].

## Struktura organizacyjna kompanii
Strażnice kompanii w 1928 i 1931  :
- 109a strażnica KOP „Marjanówka”
- 109 strażnica KOP „Moszczanica”
- 110 strażnica KOP „Badówka”
- 111 strażnica KOP „Wielbowno”[c]
- 112 strażnica KOP „Ostróg” (i szkoła podoficerów niezawodowych)

Strażnice kompanii w 1929, 1932 i 1934:
- strażnica KOP „Moszczanica”
- strażnica KOP „Badówka”
- strażnica KOP „Wielbowno”
- strażnica KOP „Ostróg”

Strażnice kompanii w 1938
- strażnica KOP „Moszczanica”
- strażnica KOP „Blok Mohylany”
- strażnica KOP „Wielbowno”
- strażnica KOP „Ostróg”

Organizacja kompanii 17 września 1939:
- dowództwo kompanii
- pluton odwodowy
- 1 strażnica KOP „Moszczanica”
- 2 strażnica KOP „Blok Mohylany”
- 3 strażnica KOP „Wielbowno”
- 4 strażnica KOP „Ostróg”

## Dowódcy kompanii
- por. Józef Wejsbach (był IX 1928 – 27 XI 1928)[24]
- kpt. Wilhelm Wittlin (27 XI 1928 – 11 IV 1932 → kwatermistrz batalionu)[24]
- kpt. Romuald Borysowicz (1 IV 1933 – )[24]
- kpt. Henryk Jurczyński (– 1939)[25]